# Monolepta partita
Monolepta partita es una especie de insecto coleóptero de la familia Chrysomelidae.
Fue descrita científicamente en 1916 por Weise.